# Škoda 25Tr Irisbus

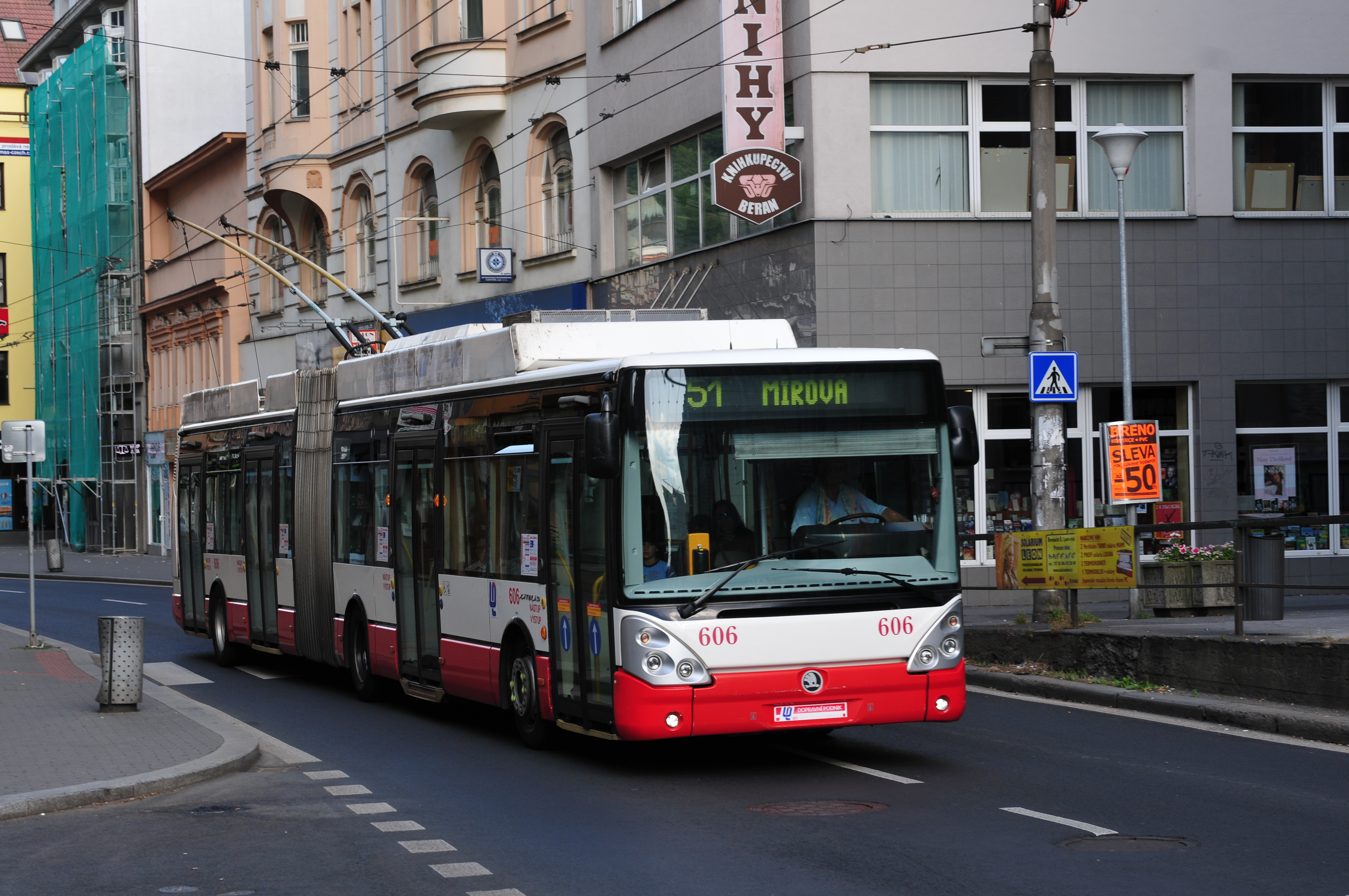
Škoda 25Tr Irisbus 2013 (Усті-над-Лабем)

Škoda 25Tr Irisbus — 18-метровий двосекційний тролейбус, що випускається чеською компанією Skoda Electric a.s. з 2007 року. На кінець 2013 року випущено 76 екземплярів, з них більша частина використовується у містах Чехії, 6 штук працюють у Братиславі (Словаччина). Цей тролейбус оснований на серії Irisbus Citelis (виробник — Irisbus) та використовує чимало уніфікованих запчастин. Має і свого меншого брата — Skoda 24Tr Irisbus, їх випущено більше 200 (однак випускаються вони ще з 2004 року). Не менш вдалою є лінійка Skoda-Solaris, що випускає тролейбуси на базі тролейбусів Solaris Trollino з 2008 року. Тролейбус використовує чимало якісних іноземних компонент, а також передбачена можливість автономного ходу: акумуляторні батареї і хід на базі автономного джерела енергії, так званого «гібридного привода», тобто дизельно-генераторної установки.
Головні переваги моделі Skoda 25Tr Irisbus:
- застосування найновішої системи керування тяговим електродвигуном на базі IGBT-транзисторів виробництва Skoda Electric a.s. (Чехія)
- зменшує витрати електроенергії тролейбусом в середньому на 30—40 відсотків у порівнянні з тролейбусами, на яких встановлено реостатно-контакторну систему керування;
- надійність і довговічність
- сучасний вигляд ззовні та інтер'єру а також зручність для пасажирів, високий рівень безпеки для пасажирів;
- можливість автономного ходу завдяки акумуляторним батареям, а також на базі автономного джерела енергії (дизельно-генераторної установки);
- низький рівень підлоги уздовж усього салону і система кнілінгу, можливість перевезення неповносправних пасажирів у інвалідних візках;
- уніфікація багатьох компонент з Skoda 24Tr Irisbus i Irisbus Citelis 18M.

## Опис моделі
Тролейбус Skoda 25Tr Irisbus є ще одним тролейбусом, що побудований на базі автобусів серії Irisbus Citelis; дана модель побудована на базі двосекційного автобуса Irisbus Citelis 18M; про те, що тролейбус побудований на базі Irisbus Citelis свідчить сама назва тролейбуса та численні надписи на кузові з різних боків.. Тролейбус має і свого меншого брата 24Tr, що побудований на базі Irisbus Citelis 12M, дані тролейбуси мають дуже подібний дизайн та уніфікацію багатьох компонент. Як і його менша версія, тролейбус призначений для праці у великих містах, для перевезення великих мас пасажирів з великим пасажиропотоком. Сам по собі, даний тролейбус є дуже крупним: довжина Skoda 25Tr Irisbus становить 17.9 метри (тобто, на 7 метрів більше, аніж у Skoda 24Tr Irisbus). Кузов тролейбуса виготовлений з корозієстійкої неіржавкої сталі та повністю покритий антикорозійним покриттям, що забезпечує кузову надійність та довговічність та довгий строк роботи кузова; основою є тримальний кузов (коли усі елементи та агрегати кріплять не на раму а на сам кузов, що виконує у цьому випадку функцію рами), щодо рами, то вона наявна, однак вона інтегрована з кузовом, і значно зміцнює його.
Серед зовнішніх елементів кузова двох цих тролейбусів (25Tr і 24Tr) можна помітити чимало уніфікацій та побіжностей, наприклад, немає відмінностей між передніми та задніми панелями цих тролейбусів. Отож, передок тролейбуса, як і у його меншого побратима злегка вигнутий (заокруглені кути на боковинах та дахові) і має оригінальний та сучасний дизайн; варто зауважити і інший дизайнерський елемент, що, наприклад, фари занесено у пластикову «маску», сірого кольору. Лобове скло тролейбуса гнуте, безколірне і багатошарове: на тролейбусі застосовано багатошарове лобове скло-триплекс, також відоме як безуламкове, або безскалкове лобове скло: це багатошарове скло, яке з двох боків обклеєне одним або багатьма шарами пластику, і здатне утримувати уламки. У випадку пошкодження скла, пошкоджене скло залишається у масі, завдяки тому, що шар(и) пластику їх утримують і уламки не випадають, навіть розколоте скло залишиться у масі і не зможе нікого травмувати уламками, а навіть якщо і вилетить з оправи, усе одно залишиться лежати «листом» і не розіб'ється, а уламки залишаться у масі до заміни пошкодженого склопакету; тому використання без уламкового лобового скла є великою перевагою «25-ки». Лобове скло тролейбуса є суцільним та панорамного типу, що забезпечує хороші умови контролю за ситуацією на дорозі, склоочисники тролейбуса горизонтального типу (як і у багатьох тролейбусів з панорамним лобовим склом), тришвидкісні та мають великі полотно-насадки, тому вичищають максимально можливу поверхню лобового скла від бруду.
Світлотехніка на передку тролейбуса представлена 6 фарами, двома передніми габаритними вогнями та двома показниками поворотів. Поворотні і звичайні фари тролейбуса занесені у пластикову маску, зазвичай, сірого кольору; усі вони мають округлу форму, хоч і невеликого розміру, та мають високу потужність та лінзове скління, що забезпечує їм ефективність та високу далекоглядність. Протитуманні фари вставлено у бампер, вони також малого розміру, однак мають високу потужність. Бампер тролейбуса чітко окреслений, у нього вставлені протитуманні фари, бампери більшості 25-ток мають яскраво-червоне забарвлення (хоча, воно може змінюватися через пофарбування, яке «отримує» тролейбус у певному місті), на бампері також розміщене місце для бортового номера, однак далеко не усім тролейбусам присвоюють власні номери, хіба що паркові (його можна побачити на передку тролейбуса), а місце для бортового номера здебільшого є пустим. Під бампером розміщено буксирувальні кронштейни, якими буксир може тягнути на зчепленні (жорсткому або гнучкому, у залежності від того чи працюють гальма у машини, якщо не працюють, то на ж), несправний тролейбус.
Також на бампері закріплена і емблема виробника Skoda Electric a.s., що розміщена прямо посередині передка тролейбуса. Варто згадати і те, що емблема виробника не є єдиним символом на передку 25-ки: дуже часто присутня іконка з інвалідом на синьому фоні: даний знак позначує те, що тролейбус може перевозити інвалідів та обладнаний усім необхідним для цього (пандусом, спеціальним місцем), інша іконка, що показує людину з паличкою на синьому фоні вказує на те, що тролейбус є зручним для людей похилого віку та мало мобільних громадян. Такі іконки є досить поширеними на низькопідлогових автобусах та тролейбусах, особливо перша, що засвідчує можливість перевезення інвалідів. Над лобовим склом 25-ки розміщено верхній маршрутовказівник, як і у багатьох сучасних автобусів та тролейбусів він є електронним, і табло має суцільний дисплей, розраховане на 2 рядки, однак може працювати і з одним великим, що займає два рядки, також табло може показувати спеціальні позначки, символи та функції на кшталт «Пауза», або «У парк»; окрім цього є іще два рейсовказівник: один влаштований або у праву боковину, або ж розміщений у салоні (у тягачі), інший розміщений у причепі або у боковині, або у салоні, цей рейсовказівник також є електронним. Бокові дзеркала заднього виду тролейбуса сферичного типу, вони закріплені на спеціальних кронштейнах над кабіною водія так, що зручно над нею звішуються: такі бокові дзеркала також відомі як тип «вухо кролика», також оснащені додатковими дзеркалами та мають електропідігрів, що унеможливлює їхнє обмерзання.
Задня панель тролейбуса також не відрізняється від свого меншого побратима: у тролейбуса наявне хоч і суцільне, та досить мале заднє скло, воно також безуламкове та за тоноване, на ньому написано Irisbus, що засвідчує те, що тролейбус побудований на базі Irisbus Citelis 18M. Задній бампер, як і передній, є чітко окреслений. Моторний відсік тролейбуса розміщений також на задньому звисі, двигун та електрообладнання, як і раніше, використано рідні, чеські: тролейбус має асинхронний двигун Skoda 18ML 3550 K/4 виробництва Skoda Electric a.s., що має потужність 240 кіловат. Однак, тролейбус має таку особливість, він має засоби автономного ходу, які присутні на переважній більшості тролейбусів: у нього наявні досить потужні акумуляторні батареї, завдяки яким тролейбус може проїхати на них декілька кілометрів без з'єднання з контактною мережею. А є і «гібридний привод»  — це дизельно-генераторна установка; дизельний двигун-генератор, що є автономним джерелом енергії. Дизель-генератор має назву Iveco NEF, відповідає екологічним нормам Euro-4 і має потужність 100 кіловат. Тут варто пояснити головні переваги дизельно-генераторної установки над акумуляторними батареями: по-перше, якими б потужними батареї не були, більше ніж декілька кілометрів на них тролейбус не проїде а на дизелі тролейбус може подолати великі відстані і навіть працювати з пасажирами; по друге, на батареях, тролейбус рухається досить повільно, а на дизелі він збереже свою максимальну транспортну швидкість 65 км/год. Оскільки переважна більшість тролейбусів обладнується дизельно-генераторною установкою, його сміливо можна назвати «гібридним». Однак, не варто ототожнювати його з дуобусами: у них немає нічого з того, що є у машин з двигуном внутрішнього згоряння, а дизельно-генераторна установка використовується для виробництва електроенергії (тут дизельний двигун-генератор приводить у дію електрогенератор, який у свою чергу виробляє електроенергію); баки з соляркою розміщено з лівого боку у боковині біля моторного відсіку, а оскільки паливо згоряє і створює шкідливі викиди у атмосферу, двигун-генератор відповідає екологічним нормам Euro-4, тому сильно «брудним» не є.

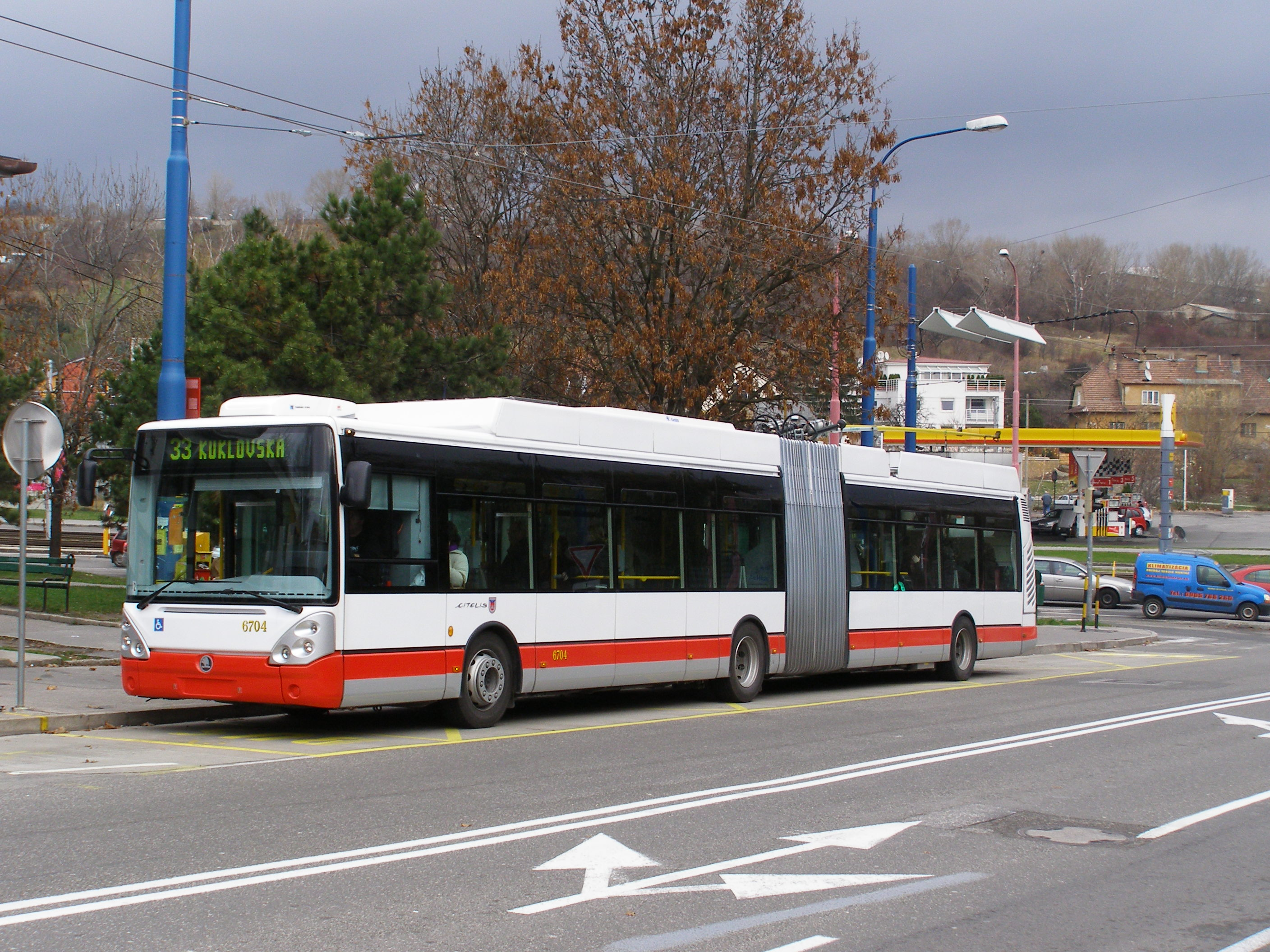
Skoda 25Tr перевозить пасажирів у автономному режимі

Електрообладнання тролейбуса також перебуває на високому рівні: на тролейбусі застосовано найновішу з систем керування тролейбусами — IGBT-транзисторну систему керування, її зроблено компанією чеською компанією Skoda Electric a.s.; застосування IGBT-транзисторної системи управління дало змогу зменшити витрати електроенергії тролейбусом на 30—40 відсотків; у тролейбуса наявна рекуперація електроенергії (тобто, повернення енергії у контактну мережу, тільки у виді електричного струму, звичайно). Пантографи тролейбуса зроблено фірмою Lekov, додатковою можливістю стала автоматична система штанговловлювання, тобто підйом та опуск цих же штанг з кабіни водія за допомогою усього лиш кнопки або важеля, слід зазначити, що досить багато Skoda 25Tr Irisbus їми обладнуються; якщо ж пантографи неавтоматичні, то котушки, на яких кріпляться троси для штанговловлювання загерметизовані у спеціальному пластиковому чохлі — якщо автоматичні, то потреба у тросах та котушках сама по собі відпадає. Узагалі, нині деякі сучасні тролейбуси мають як додаткові можливості напівавтоматичні або автоматичні пантографи, наприклад: Solaris Trollino 12, 15 i 18, Skoda 28Tr Solaris, Hess lighTram 3, а у Irisbus Cristalis ETB 12 вони цілком автоматичні (це лише частина з усіх нововведень у цьому італійському тролейбусі, серед дуже примітних є камери спостереження у салоні, місці водія та на даху, мотор-колеса, неординарний зовнішній вигляд та інтер'єр та багато чого іншого). Окрім цього, у тролейбуса наявні якісні європейські ходові частини (побудований на шасі Irisbus Citelis 18M): тролейбус є тривісним, колеса бездискові; тролейбус комплектується переднім мостом від Iveco, задній і центральні мости виконано німецькою фірмою ZF; центральний і задній мости портального типу, тяговий міст задній. Передня підвіска незалежна пневматична, задня залежна пневматична; обидві мають спеціальні регулятори підлоги, оскільки у «гібридного» тролейбуса ще й наявна система кнілінгу, тобто пониження рівня підлоги на декілька сантиметрів.
Гальмівна система тролейбуса:
- робоче гальмо (гальмо, що приводиться в дію натиском педалі гальма і сила натиску залежить від сповільнення) — пневматичне двоконтурне гальмо (з розділом по осях)
- стоянкове гальмо(зазвичай ручний важіль, який потрібен для утримання машини нерухомо під час зупинки) — представлене ручним важелем, який діє на гальмівні механізми коліс тягового (центрального) моста.
- додаткове гальмо — електродинамічне гальмо;
- ABS — у тролейбуса наявна антиблокувальна система ABS;
- ASR — у тролейбуса наявна антибуксувальна система ASR.

Також у тролейбуса наявна система блокування руху тролейбуса з відкритими або частково зачиненими дверима (називається «повітряний ключ»). До салону тролейбуса ведуть чотири двостулкові двері: дві розміщено у тягачі і ще два у причепі, до того ж дві розміщено «поза базою», тобто, не між осями, як у багатьох інших а спереду чи поза ними (1 і 4 двері). Двері тролейбуса мають розвинуте скління: оснащені тонованими та безскалковими склопакетами, а на дверях зі сторони салону розміщено симпатичні, гнуті «дугою», поручні; двері тролейбуса поворотно-зсувного типу та мають систему проти защемлення пасажирів: якщо під час закриття, двері наткнуться на пасажира, вони автоматично відійдуть на попередню позицію, таким чином це дозволяє уникати травматизму у годину-пік, коли завантаження тролейбуса помітно збільшується. Слід також відмітити і дві такі особливості: система «повітряний ключ» блокує хід тролейбуса з відчиненими або незачиненими дверима, що також дозволяє уникнути травматизму (пасажири можуть випасти), а двері є дуже широкими, тому є зручними для пасажирів. 25-ка, як і «менший брат» є повністю низькопідлоговим від початку до кінця: висота підлоги у 1-му вході становить 32 сантиметри, а на інших 33, у тролейбуса наявна система нахилу кузова «кнілінг», що здатна понизити рівень підлоги практично до рівня тротуару: тролейбус може присісти до 25 або 26 сантиметрів (див. вище) і піднятися до 39 сантиметрів. Салон тролейбуса виконано у світлих кольорах, борти облицьовані склопластиком, стеля білого кольору, а поворотний майданчик покритий металом — симпатичних елементів у тролейбуса не бракує, у нього симпатичний і сучасний дизайн салону, узагалі салон має чимало спільного з салоном Skoda 24Tr Irisbus.
Підлога салону зроблена зі спеціального неслизького лінолеуму, він може бути з блискітками, на противагу багатьом моделям автобусів та тролейбусів, він світло-сірого кольору і вже не темний. Поручні тролейбуса, як було згадано вище, також зроблено «зі смаком»: багато з них вигнуті по дузі, вони кожен відрізняються по-своєму: на дверях, наприклад, поручні гнуті дугою; також є і варіація кольору, у який вони фарбуються: жовтий або яскраво-помаранчевий, поручні зроблені з корозієстійкої сталі, тривкі проти сонячного світла та фізичної сили. Вертикальні поручні можуть кріпитися як до підлоги, так деякі можуть кріпитися кронштейнами прямо до сидінь, вони також вигнуті (переважно, лише їхня верхня частина), вертикальні поручні розміщено майже біля кожного ряду сидінь, на накопичувальному майданчику і біля входів/виходів, горизонтальні поручні розміщено по усій довжині салону (не враховуючи з'єднувальну секцію), вони розміщені хоч і не дуже високо, та на багатьох розміщені спеціальні пластикові ручки для більшої зручності, або для людей невисокого зросту, ручки чорні і ідентичні тим, що перебувають у салонах Irisbus Citelis 18M i Irisbus Citelis 12M. Також на поручнях розміщені апарати для компостування квитків, вони можуть бути як механічними, так і електронними, на деяких вертикальних поручнях розміщено спеціальні кнопки виклику до водія, наприклад, зупинка на вимогу. Сидіння у салоні тролейбуса є зручними для пасажирів, м'які, спинка і подушка сидячих місць повністю обшита м'якою синтетичною тканиною; у нині випущених моделей колір тканини дещо відрізняється, однак кольори не є монотонними, також сидіння покриті антивандальною тканиною. Усі сидіння у тролейбусі роздільного типу, задні спинки сидінь є пластиковими, на сидіннях розміщено додаткові ручки для стоячих повз пасажирів (на більшості), також на деяких з сидінь кріпляться поручні на спеціальних кронштейнах. Сидіння є часто розмальованими у світлих тонах, м'які та зручні для пасажирів, у салоні їх 40 штук, здебільшого, вони розміщені попарно здебільшого, також парні на усіх колісних арках, у другій секції тролейбуса парними є усі, хоча роздільного типу. Що стосується місткості, то нормальна місткість тролейбуса становить 132 пасажири, хоча у годину-пік тролейбус може умістити і значно більше пасажирів. У тролейбуса наявна також система інформування у салоні: у різних місцях можуть встановлюватися рідкокристалічні дисплеї, що показують напрямки маршрутів, або рекламу, або будь-що інше, такі пристрої у тролейбуса виготовлено фірмою BUSE, Німеччина.
Оскільки тролейбус є повністю низькопідлоговим, він може перевозити інвалідів у візках та обладнаний усім необхідним для безпечного перевезення. По-перше, Skoda 25Tr Irisbus є повністю низькопідлоговим та має систему пониження рівня підлоги «кнілінг». По-друге, навпроти середніх дверей розміщується спеціальний металевий пандус, що слугує підйомом для в'їзду інвалідного візка у салон. Зазвичай, пандус складається і розкладається вручну, однак, як додаткова можливість, можливий і автоматичний, електричний пандус, що керується з кабіни водія. Навпроти других дверей, у тягачі розміщений спеціальний накопичувальний майданчик, де обладнане місце для інвалідного візка, також там може розміщуватися спеціальне інвалідне відкидне крісло і кнопка виклику до водія у разі необхідності. Однак, цілком не означає, що сама мета низько підлогового тролейбуса це можливість перевезення інвалідів, також тролейбус придатний для безпечного перевезення і дитячих візків, а також усього, що здатне пролізти у салон і має колеса. Також слід відмітити і те, що попри те, що багато сидінь зроблено подвійними (але роздільного типу), однак вузьких проходів у тролейбуса немає.
Слід відзначити і такий примітний елемент, як з'єднувальну секцію тролейбуса, більше відому як «гармошка». Вузол зчленування виконаний німецькою фірмою Hubner Gmbh, вузлами зчленування від Hubner користуються при побудуванні багатьох багатосекційних автобусів та тролейбусів у Європі. Поворотний майданчик оббитий металом, дозволяє переходити з секції у секції та стояти на ній, вона цілком безпечна: гармошка повністю облягає боковини, тому нічого у її піддон впасти не може, пластини з'єднувальної секції металеві, а м'яка частина каучукова. Бокові вікна тролейбуса є безуламковими, також тролейбус оснащений тонованими склопакетами, вікна затоновані світлосинім кольором, тоновані склопакети є ще одним елементом комфорту для пасажирів Skoda 25Tr Irisbus. На бокових вікнах наявні спеціальні відкидні кватирки, вони потрібні для вентиляції, яка у даного тролейбуса є досить розвиненою. Сама система вентиляції представлена відкидними кватирками на бокових вікнах, у салоні встановлюється достатньо потужний кондиціонер. Узагалі, з кондиціонером є варіація: можливий один кондиціонер на салон та місце водія, або окремий кондиціонер у салоні і окремий у кабіні водія. Опалення у салоні представлена водяним конвектором, він працює за рахунок нагрівання води у спеціальному котлі, він також є достатньо потужним і може забезпечити достатнє опалення у салоні і кабіні водія. Освітлення у салоні у темну пору доби забезпечене плафоновими світильниками, що розміщені на дахові салону. Також слід згадати і ще одного елемента безпеки, у салоні наявні два доволі місткі вогнегасники (окрім ще одного, який наявний у кабіни водія).
Кабіна водія є закритого типу, вона відмежована від салону суцільною перегородкою; однак спеціальної стулки для входу чи виходу водія з чи до кабіни немає; так, до кабіни з салону ведуть широкі і зручні двері; відсутність «крупної» кабіни є перевагою для тролейбуса: і водієві не є тісно, і передні двері, де зазвичай у годину-пік збирається натовп є двостулковими, а отже менше людей буде збиратися у передній частині салону. Дизайн місця водія має багато подібностей з іншими тролейбусами (новими) виробництва Skoda Electric a.s.; місце водія також побудовано у світлих кольорах; борти обшиті склопластиком, більшість елементів є світло-сірого кольору, підлога застелена лінолеумом із блискітками. Приладова панель тролейбуса зроблена у вигляді напівкруга і зроблена з пластмаси, колір — найчастіше різні відтінки сірого кольору. Завдяки тому, що «торпеда» є напівкруглою, водієві буде зручно користуватися клавіші. Оскільки двері входу/виходу з лівого боку немає, там наявна додаткова панель з клавішами. Клавіші зазвичай чорного кольору (однак не усі), мають індивідуальну підсвітку та малюнки і позначки з функціями, які вони виконують, і вони легко читаються. Клавіші відкриття і закриття дверей розміщені з правого боку, вони є добре помітними, оскільки вони є округлими, червоними і мають гарну підсвітку.
З лівого боку розміщені клавіші для керування «кліматом», тобто керування кондиціонером та конвектором, або вентиляторами (що з цього встановлене, або наявне і те і те), управління фарами та освітленням; на додатковій панелі розміщене керування електрообладнанням, є важіль автоматичного опускання та підняття штанг (якщо у тролейбуса автоматична система штанговловлювання). З показникових приладів зі стрілкою лишився лише спідометр, решта допоміжних приладів розміщено у спеціальному електронному табло, де показано включення дверей, бортова напруга, напруга у контактній мережі, також дрібніші опції, як температура за бортом тролейбуса. Посередині приладової панелі розміщені «кольорові» лампочки (це не світлодіоди), вони показують включені функції, як, наприклад: включені фари, відкриті двері, ABS, ASR сигнали поворотів, дальнє світло, сигнал з майданчика, ще наявні інвалідні місця, сигнал про зупинку на вимогу.
Спідометр електронним не є, однак він цілком європейський: він є оцифрованим лише до 80 км/год (такі спідометри часто зустрічаються у Solaris Trollino, такий може бути і у Skoda 28Tr Solaris), останній цифрі на циферблаті «80» дивуватися ні́чого — тролейбусові е потрібна така швидкість, бо він є міським, і тим більше, на європейські тролейбуси часто встановлюються обмежувачі максимальної швидкості (Maximal Speed Control), які зазвичай налаштовані на 50—60 км/год (міським тролейбусам більша швидкість і не потрібна); щодо максимальної швидкості, то швидкість тролейбуса становить ≥65 км/год; спідометр тролейбуса має електронний одометр, який показує кілометраж, тобто пробіг тролейбуса. Кермова колонка тролейбуса зроблена німецькою фірмою ZF, кермова колонка тролейбуса оснащена гідропідсилювачем, завдяки чому керування стає значно легше; на кермі вибито емблему «Irisbus» і дельфіна, емблему компанії, проблема кількох підкермових важелів вирішена шляхом об'єднання їх у один мультиджойстик. Водійське крісло м'яке, комфортне, розміщене на пневмопідвісці та на спеціальних рейках, і може відсуватися за потреби, регулюється в глибину і в висоту, крісло має підголівник, оббивка виготовлена з синтетичної тканини, розшитої різними «дизайнерськими» елементами. Слід також відмітити, що біля приладової панелі розміщений спеціальний кольоровий апарат, який контролює електронні рейсовказівники, показує відстань до зупинок, показує різні допоміжні функції, а також має систему діагностування несправностей у тролейбуса у разі виникнення несправностей і поломок, також має спеціальний ввідний PIN-код. Вентиляція у кабіні водія представлена зсувною кватиркою, і можливим кондиціонером (можливо, що кондиціонер у салоні і у кабіні один, а можливо, окремий), а опалення — від водяного конвектора. Також у кабіні водія знаходиться аптечка для надання першої медичної допомоги, вогнегасник, і молоток для розбиття скла (яке слугує аварійним виходом).

## Переваги моделі Skoda 25Tr Irisbus
Тролейбус Skoda 25Tr Irisbus має чимало переваг, деякі з яких наведено перед описом моделі; тут їх розписано більш детально (див. також опис моделі).

### Безпека
У тролейбуса наявні кілька елементів безпеки для пасажирів, що є безумовно важливим для безпечного та якісного перевезення. У тролейбуса наявне безуламкове лобове скло, що здатне витримати сильні лобові удари та не б’ється, безуламкові є і бокові стекла. Слід додати, що тримальний кузов укріплений рамою, що забезпечує кузову надійність і довговічність, основні агрегати кузова зроблені з неіржавкої сталі, кузов повністю обнесений антикорозійними емалями. Двері тролейбуса мають систему протизащемлення пасажирів а також наявна система, що блокує рух тролейбуса з відкритими або наполовину закритими дверима. У тролейбуса також наявні гальмівні системи ABS (дозволяє повністю керувати машиною під час екстреного гальмування) і ASR (антибуксувальна система); тролейбус має м’який і плавний розгін та гальмування, що майже унеможливлює травматизм пасажирів під час руху. У салоні тролейбуса наявні два достатньо місткі вогнегасники, у кабіні водія наявний ще один, є аптечка. Важливим для безпеки тролейбуса є наявність спеціального електронного приладу, що здатен визначати обставини відмови або поломки у тролейбуса.

### Електрообладнання і дизель-генератор
У даній статті немало вже сказано про застосування дизельно-генераторної установки тролейбуса. Дизельний двигун-генератор (Iveco NEF) працює на дизельному паливі та відповідає екологічним нормам Euro-4. Окрім дизельно-генераторної установки, переважна більшість 25-ок обладнані акумуляторними батареями, завдяки яким тролейбус може проїхати декілька кілометрів на батареях. На ДГУ, тролейбус подолає значно більші відстані (наприклад, легко зробить один рейс через місто), однак не має нічого, що мають машини з двигуном внутрішнього згоряння: дизельний двигун-генератор приводить у дію електрогенератор, що виробляє електроенергію. Електрообладнання на Skoda 25Tr Irisbus зроблене провідними європейськими фірмами: штанги виготовлені фірмою Lekov, у багатьох з тролейбусів пантографи автоматичні, система керування базується на IGBT-транзисторах виготовлена Skoda Electric a.s, електродвигун також виготовлений «рідною» фірмою.

### Дизайн
Тролейбус Skoda 25Tr Irisbus є побудованим на базі Irisbus Citelis 18, і використовує багато італійських компонент. Також побудовано коротку версію даного тролейбуса — Skoda 24Tr Irisbus, який має чимало уніфікованих деталей з цим тролейбусом. Кузов тролейбуса тримальний, інтегрований з рамою, а обшивка зроблена з листів неіржавкої сталі, кузов повністю покритий антикорозійними емалями. Тролейбус має сучасний вигляд передньої і задньої панелі, панорамне лобове скло, електронні маршрутовказівники та і узагалі є досить симпатичним; салон тролейбуса має високий рівень дизайну та комфорту, сидіння красиво розшиті, у тролейбуса є чимало так званих «дизайнерських» елементів.

### Комфорт
Рівень комфорту у даного тролейбуса для пасажира є дуже високим. 12-метровий тролейбус, що уміщує щонайменше 85 пасажирів, з яких 28 сидячих місць, є повністю низькопідлоговим, що є зручним для будь-яких пасажирів, а на зупинках, тролейбус може застосовувати систем кнілінгу кузова (підіймання та опускання на кілька сантиметрів). У тролейбуса наявні комфортні м'які пасажирські крісла з синтетичною оббивкою; поручні тролейбуса (деякі) обладнані новітніми компостирувальними апаратами та кнопками виклику до водія. Також тролейбус обладнаний спеціальним висувним пандусом для в'їзду пасажирів на інвалідних візках, є спеціальне інвалідне крісло. У тролейбуса наявні тоновані склопакети та добре розвинена система вентиляції та опалення, можливе встановлення кондиціонера (обладнана більшість), водяне опалення за рахунок нагрівання води у спеціальному котлі. Дана модель має чимало уніфікованих деталей з Irisbus Citelis 12M i Skoda 25Tr Irisbus.

### Альтернативи
У цього тролейбуса, як і багатьох інших, можливе встановлення кількох альтернатив та додаткових опцій:
можливе встановлення акумуляторних батарей для забезпечення автономного ходу тролейбуса; 
можливе встановлення дизельно-генераторної установки для забезпечення автономного ходу тролейбуса (обладнано переважну більшість); 
можливе встановлення напів або повністю автоматичних пантографів; 
можливе встановлення кондиціонера у салоні (обладнано багато екземплярів); 
можливе встановлення кондиціонера: окремого у кабіні водія, окремого у салоні (обладнано багато екземплярів). 
можливе обладнання електричного пандуса-підйому для інвалідних або дитячих візків.

## Технічні характеристики
| Skoda 25Tr Irisbus                                        | Skoda 25Tr Irisbus                                                                          |
| --------------------------------------------------------- | ------------------------------------------------------------------------------------------- |
| Загальні дані                                             |                                                                                             |
| Модель                                                    | Skoda 25Tr Irisbus                                                                          |
| Клас                                                      | міський тролейбус                                                                           |
| Виробник                                                  | Skoda Electric a.s.                                                                         |
| Випускається з                                            | 2007 (проект 2004)                                                                          |
| Базований на, модель                                      | Irisbus Citelis 18M                                                                         |
| Подібні                                                   | Skoda 24Tr Irisbus, Irisbus Citelis 18M                                                     |
| Кількість випущених екземплярів                           | >40 (кін. 2009), 6 у Братиславі                                                             |
| Кузов                                                     |                                                                                             |
| Кузов (загальне описання)                                 | одноланковий, вагонного компонування, тримальний інтегрований з рамою                       |
| Каркас і обшивка кузова                                   | неіржавка сталь (личкування передка і задка склопластикове)                                 |
| Покриття боковин і даху                                   | алюмінієві листи + неіржавка сталь, личкування передка і задка склопластикове               |
| Габаритні розміри                                         |                                                                                             |
| Довжина, мм                                               | 17900 (18400 з опущеними струмоприймачами)                                                  |
| Ширина, мм                                                | 2550                                                                                        |
| Висота, мм                                                | 3460                                                                                        |
| Передній звис, мм                                         |                                                                                             |
| Задній звис, мм                                           |                                                                                             |
| Поворотний діаметр, не менше                              |                                                                                             |
| Колісна база, мм                                          | 5355 (1—2 вісь); 6575 (2—3 вісь)                                                            |
| Дорожній просвіт, мм                                      | 150                                                                                         |
| Кут з'їзду, виїзду, °                                     | 7/7                                                                                         |
| Елементи ззовні                                           |                                                                                             |
| Світлотехніка (передок)                                   | 8 фар (2 протитуманні), з лінзовим склінням                                                 |
| Бампер                                                    | заварний, нечіткоокреслений                                                                 |
| Бокові дзеркала заднього виду                             | сферичного типу, мають електропідігрів, антиблікове покриття та додаткові дзеркала          |
| Лобове скло                                               | панорамне, безскалкове                                                                      |
| Склоочисники                                              | 2 горизонтального типу; 3-швидкісні                                                         |
| Такса на передку                                          | тролейбус не належить до серії, що виготовлена на базі Solaris Urbino                       |
| Маршрутовказівники                                        | електронні табло з різними функціями і суцільним дисплеєм (детальніше у описанні моделі)    |
| Розташування мотовідсіку двигуна                          | ззаду за задньою панеллю                                                                    |
| Колеса                                                    | 295/80R×22.5 (камерні, бездискові); 6×2                                                     |
| Осі, штук                                                 | 2 (6×2)                                                                                     |
| Ходова частина, гальмівна система                         |                                                                                             |
| Передня вісь                                              | IVECO RI 75 BUS                                                                             |
| Центральна вісь, модель                                   | ZF AVN 132                                                                                  |
| Тягова вісь (задня), модель                               | ZF AV 132                                                                                   |
| Гальмівна система (робоча)                                | пневматична, двоконтурна                                                                    |
| Ручне гальмо                                              | ручний важіль                                                                               |
| Додаткове гальмо                                          | електродинамічне                                                                            |
| ABS                                                       | наявна                                                                                      |
| ASR                                                       | наявна                                                                                      |
| Передня підвіска                                          | незалежна                                                                                   |
| Задня підвіска                                            | залежна пневматична з регулятором підлоги                                                   |
| ECAS (кнілінг)                                            | наявна                                                                                      |
| Салон                                                     |                                                                                             |
| Кількість дверей і тип                                    | 4 двостулкові поворотно-зсувного типу+протизащемлення                                       |
| Аварійне відкриття дверей                                 | кнопки біля дверей ззовні і над приводом усередині                                          |
| Система «повітряний ключ»                                 | наявна                                                                                      |
| Висота підлоги салону над дорогою, см                     | 32 (передні) 33 (2, 3 і 4 двері) (без урахування кнілінгу)                                  |
| Кнілінг на,                                               | 7 см униз ; 6 см уверх                                                                      |
| Пандус для в'їзду інвалідних візків                       | відкидна рампа, відсувається і зсувається механічно (площа 1000×905, мм), або автоматичний  |
| Електричний пандус                                        | додаткова опція                                                                             |
| Розташування пандуса                                      | 2 (середні) двері                                                                           |
| Спеціальна накопичувальний майданчик                      | наявна                                                                                      |
| Інвалідне місце                                           | наявне                                                                                      |
| Поручні                                                   | з тонкої сталевої труби, з антикорозійною обробкою                                          |
| Сидіння                                                   | м'які, роздільні, ківшевого стилю з пластиковими тримачами для стоячих                      |
| Кількість сидінь                                          | 40 штук                                                                                     |
| Висота салону, см                                         | ~237 сантиметрів                                                                            |
| Система компостування квитків                             | електронні апарати на поручнях                                                              |
| Освітлення у салоні                                       | плафонові світильники на даху                                                               |
| Вентиляція у салоні                                       | кондиціонер                                                                                 |
| Бокові вікна                                              | тоновані чорним відтінком, безскалкові                                                      |
| Опалення у салоні                                         | водяний конвектор, працює за допомогою нагрівання води у котлі                              |
| Пасажиромісткість салону, чол                             | 132 (нормальна місткість)                                                                   |
| Місце водія                                               |                                                                                             |
| Кабіна водія                                              | відокремлена перегородкою від салону (окремої стулки немає)                                 |
| Освітлення у кабіні                                       | кожен з показникових приладів і один плафоновий світильник                                  |
| Вентиляція у кабіні                                       | через вентилятор і зсувну кватирку (можливий кондиціонер, окремий)                          |
| Крісло водія                                              | м'яке з підголівником на пневмопідвісці; регулюється спинка, крісло відсувається.           |
| Приладова панель                                          | у формі напівкруга з твердого пластику                                                      |
| Кермова система                                           | ZF 8098 Servocom з гідропідсилювачем                                                        |
| Педалі                                                    | 2 керівні педалі                                                                            |
| Двигун і динамічні характеристики                         |                                                                                             |
| Тип двигуна                                               | асинхронний тяговий електродвигун                                                           |
| Марка двигуна (для конкретно цієї модифікації)            | Skoda 18ML 3550 K/4                                                                         |
| Кількість двигунів                                        | 1                                                                                           |
| Потужність електродвигуна, кіловат                        | 240                                                                                         |
| Максимальна швидкість руху, км/год                        | ≥65                                                                                         |
| Електроустаткування                                       |                                                                                             |
| Система керування                                         | IGBT-транзисторна виробництва Skoda Electric a.s.                                           |
| Система штанговловлювання                                 | механічна (вручну) або напівавтоматична чи автоматична (дистанційна) — додаткова можливість |
| Пантографи                                                | ТВУ 5,1 Lekov                                                                               |
| Чи може їхати автономно?                                  | так (додаткова можливість)                                                                  |
| Автономний хід                                            | на акумуляторних батареях (є у переважній більшості)                                        |
| Дизельно-генераторна установка                            | можлива (додаткова опція)                                                                   |
| Модель ДГУ                                                | Iveco NEF                                                                                   |
| Потужність ДГУ, кіловат                                   | 100                                                                                         |
| Максимальна швидкість при русі в режимі дизель, км/год    | не менше 65                                                                                 |
| Напруга на струмоприймачах, Вольт                         | 550—600                                                                                     |
| Бортова напруга, Вольт                                    | 24                                                                                          |
| Низьковольтне обладнання, обмотки дротів                  | CAN-bus                                                                                     |
| Рекуперація при гальмуванні, збереження електроенергії, % | 15—40                                                                                       |
| Компресорний агрегат                                      |                                                                                             |
| Номінальна сила струму, Ампер                             | 220                                                                                         |
| Апарат-діагностична система поломок                       | наявна у кабіні водія                                                                       |
| Ізоляція комплекту тягового електроустаткування           | подвійна ізоляція, повне герметизування                                                     |
| Котушки для дротів керування пантографами                 | поміщені у пластиковий захисний чохол                                                       |